# Fiqh-Maximen
Als Fiqh-Maximen (arabisch قواعد فقهية, DMG qawāʿid fiqhīya von sing. qāʿida fiqhīya) werden im Islam eine Anzahl von prägnanten Formeln bezeichnet, die grundlegende Prinzipien der Normenlehre zusammenfassen und bei der Beurteilung von Rechtsfragen Anwendung finden. Viele dieser Maximen haben eine rhythmische Form und weisen Alliterationen auf.  Allgemein schlägt sich in ihnen der Leitgedanke eines zu erhaltenden „Gemeinwohls“ (maṣlaḥa) nieder. Die Fiqh-Maximen, die neben den Usūl al-fiqh und den Rechtsanwendungen (furūʿ) einen eigenen Wissensbereich der islamischen Normenlehre bilden, stehen auf dem Lehrplan fast aller Scharia-Fakultäten, und ihre Beherrschung gilt als Qualifikationskriterium für die Befähigung zum Idschtihād.

## Geschichte
Rechtsmaximen wurden bereits in frühen Fiqh-Werken behandelt. Der Hanafit Abū l-Hasan ʿUbaidallāh ibn al-Husain al-Karchī (gest. 952) stellte derartige Maximen erstmals in einem eigenen Buch zusammen, allerdings bezeichnete er die einzelnen Maximen nicht als qāʿida, sondern als aṣl („Grundsatz“ pl. uṣūl). Dementsprechend wird sein Werk auch unter dem Titel Uṣūl al-Karḫī („Die Grundsätze al-Karchīs“) überliefert. Während al-Karchī insgesamt 39 Maximen auflistete, wird von seinem tranxoxanischen Zeitgenossen, dem hanafitischen Qādī Abū Tāhir ad-Dabbās, berichtet, dass er die gesamten Regeln des hanafitischen Madhhabs auf 17 Grundmaximen zurückführte. Die ursprüngliche Subsumption der Rechtsmaximen unter dem Begriff der uṣūl veranlasste den späteren hanafitischen Gelehrten Ibn Nudschaim (gest. 1563) zu der Behauptung, dass Maximen und Usūl al-fiqh in Wahrheit identisch seien (fa-hiya uṣūlu l-fiqh fī l-ḥaqīqa).
Einige der Rechtsmaximen wurden unmittelbar aus Koranversen oder Hadithen extrahiert, andere durch Induktion (istiqrāʾ) aus den früheren Werken über die Rechtsanwendungen (furūʿ) gewonnen. Das Verhältnis zwischen Rechtsmaximen und Hadithen war allerdings in einigen Fällen auch zirkulär. Joseph Schacht konnte zeigen, dass verschiedene Hadithe, die in die kanonischen Sammlungen übernommen wurden, so zum Beispiel "Keine Schädigung und keine schädigende Vergeltung" (lā darar wa-lā dirār), ursprünglich Rechtsmaximen waren und erst nachträglich zu Prophetenworten erklärt wurden. Auch der für das islamische Strafrecht so wichtige Hadith „Wendet die Hadd-Strafen durch Ungewissheiten ab“ (idraʾū l-ḥudūd bi-š-šubuhāt) war ursprünglich nur eine Rechtsmaxime.
Im 13. Jahrhundert stellte der ägyptische Schāfiʿit ʿIzz ad-Dīn Ibn ʿAbd as-Salām as-Sulamī (gest. 1262) ein Buch zu Rechtsmaximen zusammen, in dem er für sie erstmals den Begriff qawāʿid verwendete. Damit ergab sich eine wissenschaftliche Ausdifferenzierung zwischen den beiden Unterdisziplinen „Rechtsmaximen“ und Usūl al-fiqh, die vorher nicht klar getrennt waren. Im 14. Jahrhundert folgten der Malikit Abū ʿAbdallāh al-Maqqarī (gest. 1357) und Hanbalit Ibn Radschab (gest. 1393) mit der Abfassung eigener Qawāʿid-Werke, in denen sie die Rechtsmaximen ihrer Lehrtraditionen zusammenstellten. Ein weiteres Werk zu den mālikitischen Rechtsmaximen verfasste später Ahmad al-Wanscharīsī (gest. 1508). Es hat den Titel „Darlegung der Methoden zur Erreichung der Maximen des Imam Mālik“ (Īḍāḥ al-masālik ila qawāʿid al-imām Mālik).

Titelblatt der Mecelle

Während viele spätere Rechtsbücher mit Qawāʿid im Titel diesen Begriff nur in einem sehr ungenauen Sinn verwendeten, verschob sich die Behandlung der Rechtsmaximen ab dem 14. Jahrhundert in ein anderes Textgenre, nämlich Bücher, die den Ausdruck al-Ašbāh wa-n-naẓāʾir („Ähnlichkeiten und Ebenbilder“) im Titel führten. Sie behandelten Rechtsprobleme, die von ihrem Erscheinungsbild gleichartig sind, aber nach Ansicht der Rechtsgelehrten nur zum Teil eine gleichartige Beurteilung verdienen. Diejenigen Rechtsprobleme, die eine gleichartige Beurteilung erfahren sollten, wurden als ašbāh bezeichnet, die anderen als nazāʾir. Die Rechtsmaximen wurden in diesen Werken jeweils aus dem Vergleich der ašbāh abgeleitet. Zu den muslimischen Gelehrten, die eigenständige Werke zu dem Problem der ašbāh und nazāʾir verfassten und darin die Rechtsmaximen behandelten, gehörten die Schāfiʿiten Ibn al-Wakīl (gest. 1317), Tādsch ad-Dīn as-Subkī (gest. 1370) und Dschalāl ad-Dīn as-Suyūtī (gest. 1505) sowie der Hanafit Ibn Nudschaim (gest. 1563).
Als in den 1870er Jahren im Osmanischen Reich das islamische Recht unter Federführung von Ahmed Cevdet Pascha in der sogenannten Mecelle-i Aḥkām-i ʿAdlīye kodifiziert wurde, nahm man in den einführenden Teil dieses Gesetzbuchs einen Abschnitt mit 99 Rechtsmaximen (Artikel 2 bis 100) auf. Dieser Maximenkatalog fußt im Wesentlichen auf der Liste der Maximen in Ibn Nudschaims Buch al-Ašbāh wa-n-naẓāʾir. Er wurde in den folgenden Jahrzehnten mehrfach kommentiert, so unter anderem von dem syrischen Rechtsgelehrten Ahmad az-Zarqāʾ (gest. 1938).
In der Gegenwart spielen die Rechtsmaximen vor allem bei der Entwicklung des Regelsystems für das Islamische Finanzwesen eine wichtige Rolle.

## Abgrenzungen, Überschneidungen und Klassifizierungen
Nach außen hin werden die Rechtsmaximen (al-qawāʿid al-fiqhīya), die für alle Felder der Normenlehre gelten, von den Regeln, die nur auf einem Rechtsfeld (z. B. Eherecht, Tahāra o. ä.) Geltung beanspruchen und als ḍawābiṭ (sing. ḍābiṭa) bezeichnet werden, abgegrenzt. Inhaltliche Überschneidungen ergeben sich mit dem Konzept der sogenannten "Zwecke der Scharia" (maqāṣid aš-šarīʿa), die ein Set von wenigen Regeln darstellen, auf die sich alle anderen Normen des Islam zurückführen lassen sollen.
Innerhalb der Rechtsmaximen wird zwischen allgemeingültigen Maximen (qawāʿid kullīya) und grundsätzlichen Maximen (qawāʿid aġlabīya bzw. akṯarīya) unterschieden. Der Unterschied besteht darin, dass bei grundsätzlichen Maximen angenommen wird, dass sie in bestimmten Ausnahmefällen keine Geltung beanspruchen können. Das Qawāʿid-Werk von al-Wanscharīsī (gest. 1508) führte zum Beispiel 17 allgemeingültige Maximen und 101 Wahrscheinlichkeitsmaximen auf. Einige Rechtsgelehrte meinten sogar, dass derartige Maximen ohnehin immer nur einen Wahrscheinlichkeitswert hätten.
Viele von den Rechtsmaximen sind in ihrer Gültigkeit auf einen bestimmten Madhhab beschränkt. Daneben gibt es aber auch einige Maximen, die von allen Schulen anerkannt werden. Dies gilt insbesondere für die sogenannten fünf Maximen (al-qawāʿid al-ḫams), die als Ensemble seit dem 14. Jahrhundert bezeugt sind und auch als die „großen universalen Maximen“ (al-qawāʿid al-kullīya al-kubrā) bezeichnet werden. In den Ašbāh-wa-naẓāʾir-Büchern werden sie meist gleich am Anfang behandelt. Ihre große Bedeutung kommt auch in dem bekannten Grundsatz zum Ausdruck, dass die islamische Rechtswissenschaft auf fünf Dingen errichtet sei, sowie auch der Islam auf fünf Dingen errichtet sei (buniya l-Islāmu ʿalā ḫamsin wa-l-fiqhu ʿalā ḫams).
Insgesamt gibt es mehrere hundert Rechtsmaximen, viele von ihnen liegen inhaltlich so nah aneinander, dass sich Überschneidungen ergeben. Das hat einige Gelehrte dazu gebracht, zwischen Primär- und Sekundär-Maximen zu unterscheiden. Als „Sekundär-Maximen“ (qawāʿid firʿīya) gelten solche Maximen, die sich aus anderen ableiten lassen oder diese spezifizieren. In dem einführenden Teil der Mecelle sind die Sekundär-Maximen jeweils hinter den maßgeblichen Primär-Maximen aufgeführt.

## Die fünf großen Maximen und ihre Sekundär-Maximen

### „Die Dinge sind nach ihren Zwecken zu beurteilen“
Der erste Grundsatz „Die Dinge sind nach ihren Zwecken zu beurteilen“  (al-umūru bi-maqāṣidi-hā), der in etwa der lateinischen Maxime Omne actum ab intentione agentis est judicandum entspricht, bedeutet, dass sich die Güte bzw. Schlechtigkeit einer Handlung nicht aus ihr selbst ergibt, sondern sich nur durch Berücksichtigung der dahinter stehenden Absicht ermessen lässt. Er stützt sich auf den bekannten Hadith „Die Handlungen sind allein nach den Absichten zu beurteilen“ (innamā l-aʿmāl bi-n-nīyāt). Angewendet wird diese Maxime, die in Art. 2 der osmanischen Mecelle aufgenommen wurde, zum Beispiel auf den Finder einer Sache. Nimmt er diese Sache mit der Absicht mit, davon Besitz zu ergreifen, ist er für die Schädigungen, die von der Sache ausgehen, verantwortlich. Hat er diese Absicht dagegen beim Mitnehmen nicht, ist er für diese Schäden nicht verantwortlich.
Als ein Sekundär-Prinzip dieser Maxime gilt der Grundsatz „Bei Verträgen sind die Absichten und Bedeutungen maßgeblich, nicht die Ausdrücke und Formeln“ (al-ʿibra fī l-ʿuqūd li-l-maqāṣid wa-l-maʿānī lā li-l-alfāẓ wa-l-mabānī). Er entspricht Art. 3 der osmanischen Mecelle.

### „Gewissheit schwindet nicht durch Zweifel“
Der Grundsatz „Gewissheit schwindet nicht durch Zweifel“ (al-yaqīnu lā yazūlu bi-š-šakk), bzw. „Gewissheit wird nicht durch Zweifel beseitigt“ (al-yaqīnu lā yuzālu bi-š-šakk) bedeutet, dass ein Sachverhalt, nachdem seine Feststellung erfolgt ist, auch bei einer Anzweiflung so lange als gegeben angenommen wird, bis das Gegenteil bewiesen ist. Er entspricht in etwa der lateinischen Maxime Stabit praesumptio donec probetur in contrarium. Als textliche Grundlage gilt Sure 10:36: „Siehe, die Mutmaßung kann die Wahrheit in nichts ersetzen.“ Die Maxime, die al-Karchī an den Anfang seiner uṣūl-Sammlung stellte, wurde als Artikel 4 in die Mecelle aufgenommen. In Bezug auf die rituelle Reinheit wird aus diesem Grundsatz abgeleitet, dass eine Person, wenn sie die kleine Waschung vollzogen hat und ihr Zweifel am Fortdauern des Reinheitszustands kommen, diesen so lange als gegeben annehmen darf, bis das Gegenteil bewiesen ist.
Sekundär-Prinzipien dieser Maxime sind die Grundsätze „Die Regel ist das Fortdauern des Zustands in der Weise, wie er bestand“ (al-aṣlu l-baqāʾu mā kāna ʿalā mā kāna) und „Die Regel ist die Annahme der Schuldlosigkeit“ (al-aṣlu barāʾat aḏ-ḏimma), die Artikel 5 und 8 der Mecelle bilden. Manche moderne muslimische Wissenschaftler halten auch den Grundsatz „Erlaubtheit ist bei den Dingen die Regel“ (al-aṣlu fī l-ašyāʾi l-ibāḥa) für ein Supplementär-Prinzip dieser Maxime. Eine Einschränkung erfahren diese Maximen allerdings durch den Grundsatz „Schaden generiert keinen Präzedenzfall“ (aḍ-ḍararu lā yakūnu qadīman), in der Mecelle Artikel 7. Er bedeutet, dass bei Schädigungen aus einer längeren Duldung nicht deren Erlaubtheit abgeleitet werden darf.
Im weiteren Sinne gehört auch der Grundsatz „Ein Idschtihād wird nicht durch einen anderen Idschtihād aufgehoben“ (al-iǧtihādu lā yunqaḍu bi-miṯli-hī) dem Umkreis dieser Maxime zu. Er wird auf einen Ausspruch von ʿUmar ibn al-Chattāb zurückgeführt und bildet Artikel 16 der Mecelle.

### „Beschwerlichkeit zieht Erleichterung nach sich“
Der Grundsatz „Beschwerlichkeit zieht Erleichterung nach sich“ (al-mašaqqatu taǧlubu t-taisīr) wird aus Sure 2:185 „Gott will es euch leicht machen, nicht schwer“ und Sure 5:6 „Gott will euch nichts auferlegen, was euch bedrückt“ abgeleitet und ist als Art. 17 in die Mecelle aufgenommen worden. Erleichterung (taisīr) soll bei dieser Maxime im Sinne einer Ruchsa gewährt werden, die bei Vorliegen einer Zwangslage zugestanden wird. Als Arten der Beschwerlichkeit, die Erleichterung nach sich zieht, wurden mangelnde Geschäftsfähigkeit (naqṣ), Unwissenheit (ǧahl), Krankheit (maraḍ), Reise (safar), Vergesslichkeit (nisyān), Zwang (ikrāh) und allgemeine Notlage (ʿumūm al-balwā) anerkannt.
Inhaltliche Überschneidungen ergeben sich mit der Rechtsmaxime „Zwangslagen machen die verbotenen Dinge erlaubt“ (aḍ-ḍarūrāt tubīḥ al-maḥẓūrāt), die als Art. 21 in die Mecelle aufgenommen wurde und in etwa dem Grundsatz „Not kennt kein Verbot“ bzw. Necessitas non habet legem entspricht. Sie wurde durch den Grundsatz „Notwendigkeit ist nach ihrem Ausmaß zu veranschlagen“ (aḍ-ḍarūra tuqaddar bi-qadri-hā) spezifiziert und durch den Grundsatz „Was aufgrund eines Entschuldigungsgrundes zulässig ist, wird durch dessen Schwinden hinfällig“ (mā ǧāza li-ʿuḏrin baṭala bi-zawāli-hī) eingeschränkt, die Art. 22 und 23 der Mecelle bilden. Der letztgenannte Grundsatz bringt beispielsweise mit sich, dass beim Auffinden von Wasser die Ersatzabreibung mit Staub nicht mehr erlaubt ist.

### „Schaden ist abzuwenden“
Der Grundsatz „Schaden ist abzuwenden“ (aḍ-ḍararu yuzāl), der Art. 20 der Mecelle entspricht, wurde aus dem überlieferten Prophetenwort "Keine Schädigung und keine schädigende Vergeltung" (lā ḍarar wa-lā ḍirār) abgeleitet. 
Eingeschränkt wird diese Maxime allerdings durch den Grundsatz „Schaden ist nicht durch einen anderen Schaden zu beenden“ (aḍ-ḍarar lā yuzālu bi-ḍarar), der Art. 25 der Mecelle entspricht. Dieser Grundsatz bedeutet, dass ein eigener Nachteil nicht durch die Schädigung Dritter abgewendet werden darf, etwa indem man einem anderen Hungerleidenden Essen wegnimmt. Weitere Spezifizierungen erfährt der Grundsatz durch die Rechtsmaximen: „Ein privater Nachteil ist hinzunehmen, um einen öffentlichen Nachteil abzuwenden“ (yutaḥammalu ḍ-ḍararu l-ḫāṣṣu li-dafʿi ḍararin ʿāmm) und „Der Schaden ist mit verhältnismäßigen Mitteln abzuwenden“ (aḍ-ḍararu yudfaʿu bi-qadri l-imkān), die als Artikel 26 und 31 in die Mecelle aufgenommen wurden. Wenn ein Schaden und ein Nutzen sich genau die Waage halten, soll die Regel gelten: „Die Abwehr von Übeln ist der Gewinnung von Vorteilen vorzuziehen“ (darʿ al-mafāsid muqaddam ʿalā ǧalb al-maṣāliḥ), die Art. 30 der Mecelle entspricht.

### „Die Gewohnheit hat rechtliche Autorität“
Die Maxime „Die Gewohnheit hat rechtliche Autorität“ (al-ʿādatu muḥakkama) wurde als Art. 36 in die Mecelle aufgenommen. Als Gewohnheit (ʿāda) gelten bei diesem Grundsatz alle Regeln, die in einem Beruf, in einer sozialen Gruppe oder einer Kultur wiederholt angewandt werden. Die Maxime wurde aus einem längeren Grundsatz extrahiert, den Abū l-Hasan al-Karchī in seinem Usūl-Werk aufführt. Er lautet: „Die Norm ist, dass eine Frage oder Rede entsprechend dem zu verstehen ist, was allgemein und überwiegend gilt, nicht nach dem, was verstreut und selten ist. Und die Norm ist, dass die Antwort auf die Frage entsprechend dem zu verstehen ist, was unter den Leuten an ihrem Ort anerkannt ist.“; Manche muslimische Gelehrte setzen die Maxime dagegen zu dem Ausspruch „Was die Muslime für gut erachten, ist auch in den Augen Gottes gut“ (mā raʾā-hu l-muslimūn ḥasanan fa-hwa ʿinda Llāhi ḥasanun) von ʿAbdallāh ibn Masʿūd in Beziehung, der auch als ein Hadith überliefert wird.
Inhaltliche Überschneidungen ergeben sich zu den beiden Grundsätzen „Der Gebrauch der Leute ist ein Argument, nach dem man sich richten muss“ (istiʿmālu n-nāsi ḥuǧǧatun yaǧibu l-ʿamalu bi-hā) und „Festlegung durch ʿUrf ist wie eine Festlegung durch heiligen Textbeleg zu beurteilen“ (At-taʿyīn bi-l-ʿurf ka-t-taʿyīn bi-n-naṣṣ), die als Artikel 37 und 45 in die Mecelle aufgenommen wurden. Hermeneutisch wird der Grundsatz durch die Maxime „Die eigentliche Bedeutung der Wörter wird zugunsten der gewohnheitsmäßigen Bedeutung übergangen“ (al-ḥaqīqatu tutraku bi-dalālat al-ʿāda) ergänzt (Art. 40 der Mecelle).

## Übertragung des Konzepts auf die Sufik
Nach dem Modell der juristischen Qawāʿid-Bücher stellte im 15. Jahrhundert der nordafrikanische Schadhiliyya-Scheich Ahmad Zarrūq (gest. 1493) ein Werk zu den Prinzipien der Sufik (qawāʿid at-taṣauwuf) zusammen. Sein Ziel war dabei, Scharia und mystische „Wahrheit“ (ḥaqīqa) zu versöhnen. Er führte die gesamten Regeln der Sufik auf die folgenden fünf Prinzipien zurück:
1. Gottesfurcht im Inneren und Öffentlichen (taqwā Llāh fī sirri wa-l-ʿalānīya)
2. Befolgung der Sunna in Worten und Taten (ittibāʿ as-sunna fī l-aqwāl wa-l-afʿāl)
3. Meidung der Menschen, sowohl aktiv als auch passiv (al-iʿrāḍ ʿan al-ḫalq fī l-iqbāl wa-l-idbār)
4. Zufriedenheit mit Gott, im Geringen und Vielen (ar-riḍā ʿan Allāh fī l-qalīli wa-l-kaṯīr)
5. Zuflucht zu Ihm, im Glück und Unglück (ar-ruǧūʿ ilai-hi fī s-sarrāʾ wa-ḍ-ḍarrāʾ).[40]